# Gustiana subflexata
Gustiana subflexata là một loài bướm đêm trong họ Noctuidae.